# انتخابات مجلس ارمنستان (۲۰۱۷)
انتخابات پارلمانی ارمنستان (۲۰۱۷) در ۲ آوریل ۲۰۱۷ برابر با ۱۳ فروردین ۱۳۹۶ برگزار شد. این نخستین انتخابات ارمنستان پس از همه‌پرسی قانون اساسی در سال ۲۰۱۵ بود که نظام این کشور را به جمهوری پارلمانی تغییر داد.
حزب جمهوری‌خواه وابسته به کارن کاراپتیان نخست‌وزیر ارمنستان توانست بیشترین سهم آرا را از مشارکت ۶۱٪ مردم به دست آورد.
منتقدین بر این باور بودند که این مسئله به طولانی کردن حیات سیاسی رئیس‌جمهور این کشور یعنی سرژ سارگسیان می‌انجامد. بسیاری بر این باور بودند که از آنجا که دورهٔ خدمت سارگسیان رو به پایان بود، وی می‌کوشد سمت خود را جابجا کند.

## نظام انتخابی
مجلس ملی ارمنستان دارای ۱۰۱ کرسی است. روش انتخاب نمایندگان در آن به صورت نمایندگی تناسبی با فهرست‌های حزبی دو لایه است. در این روش ۵۰٪ از آرایی که به سود هر حزب ریخته می‌شوند در فهرست‌های حزبی پخش خواهند شد.
در صورتی که اقلیت‌های ملی در این فهرست‌ها باشند ۴ مجوز به آن‌ها اختصاص خواهد یافت. هیچ فهرست حزبی نمی‌تواند شامل ۷۰٪ عضو از یک جنس (زن یا مرد) باشد.
بقیهٔ ۵۰٪ آرایی که توسط هر حزب کسب می‌شود بین فهرست‌های سرزمینی آن که ۱۳ حوزهٔ انتخابی چند نامزدی است پخش خواهد شد.
اگر هیچ‌کدام از احزاب نتوانستند بیش از ۵۰٪ مجوز در دور نخست کسب کنند و ظرف ۶ روز پس از اعلام نتایج هیچ ائتلافی بین احزاب شکل نگیرد، انتخابات به دور دوم کشیده می‌شود. در این مرحله تنها دو حزب یا بلوکی که توانسته باشند بیشتر از دیگر احزاب رای بیاورند با هم به رقابت خواهند پرداخت. در این مرحله نیز تمام مجوزهای کسب‌شده ذخیره خواهند شد. به حزبی که برندهٔ دور دوم شود مجوزهای اضافی داده خواهد شد تا از کسب ۵۴٪ از کرسی‌ها توسط آن حزب اطمینان حاصل شود.
اگر هر حزب یا بلوکی در دور نخست بتواند دو سوم از کل مجوزها را کسب کند، به دیگر احزاب یا بلوک‌ها به اندازه‌ای مجوز می‌دهند تا از کسب یک سوم کرسی‌ها توسط دیگر احزاب (به غیر از حزب برنده) اطمینان حاصل شود.
در شرایط خاص ممکن است به دلیل اختصاص کرسی‌های اضافی به حزب برنده یا دیگر احزاب، مجموع کرسی‌های مجلس به ۲۰۰ برسد.
آستانهٔ انتخابی برای احزاب ۵٪ و برای بلوک‌ها ۷٪ است.

## فهرست احزاب و بلوک‌های مشارکت‌کننده
احزاب و ائتلاف‌های انتخاباتی زیر در این دور از انتخابات شرکت کردند:
| حزب یا ائتلاف                  | ترکیب                                                         | رهبر              | کرسی‌های فعلی | وابستگی اروپایی |
| ------------------------------ | ------------------------------------------------------------- | ----------------- | ------------ | --------------- |
| حزب جمهوری‌خواه ارمنستان        |                                                               | سرژ سارگسیان      | ۶۹ از ۱۳۱    | EPP (ناظر)      |
| ائتلاف تساروکیان               | حزب ارمنستان شکوفا ائتلاف                                     | گاگیک تساروکیان   | ۳۳ از ۱۳۱    | ACRE            |
| ائتلاف کنگره و PPA             | کنگره ملی ارمنی حزب مردم ارمنستان                             | لوون تر-پتروسیان  | ۷ از ۱۳۱     | ALDE            |
| حزب کشور قانونمند              |                                                               | آرتور باغداساریان | ۵ از ۱۳۱     | EPP (ناظر)      |
| فدراسیون انقلابی ارمنی         |                                                               | هرانت مارکاریان   | ۵ از ۱۳۱     | PES (ناظر)      |
| ائتلاف اوهانیان-رافی-اوسکانیان | میراث (ارمنستان) اتحاد                                        | سیران اوهانیان    | ۳ از ۱۳۱     | EPP (ناظر)      |
| حزب کمونیست ارمنستان           |                                                               | تاچات سرکیسیان    | ۰ از ۱۳۱     |                 |
| دموکرات‌های آزاد                |                                                               | خاچاتور قوقوبلیان | ۰ از ۱۳۱     |                 |
| ائتلاف «راه برون‌رفت»           | ارمنستان تابناک حزب جمهوری (ارمنستان) حزب پیمان مدنی ارمنستان | ادمون ماروکیان    | ۰ از ۱۳۱     |                 |

## -
| Կուսակցություն / Դաշինք | Կուսակցություն / Դաշինք              | Կուսակցություն / Դաշինք              | Քվե                             | %                               | Մանդատ                          | ԱՓՆ1                            | Ընդհանուր Մանդատ                | +/-                             | ԱԺ-ում (%)                      |
| ----------------------- | ------------------------------------ | ------------------------------------ | ------------------------------- | ------------------------------- | ------------------------------- | ------------------------------- | ------------------------------- | ------------------------------- | ------------------------------- |
|                         | 1.                                   | حزب جمهوری‌خواه ارمنستان              | ۷۷۰٬۴۴۱                         | 49,15 %                         | 55                              | 3*                              | 58                              | 11                              | 54,09 %                         |
|                         | 2.                                   | Ծառուկյան դաշինք                     | ۴۲۸٬۸۳۶                         | 27,35 %                         | 30                              | 1**                             | 31                              | 6                               | 30,10 %                         |
|                         | 3.                                   | اتحاد راه خروج                       | ۱۲۲٬۰۶۵                         | 7,78 %                          | 9                               | 0                               | 9                               | 9                               | 8,56 %                          |
|                         | 4.                                   | فدراسیون انقلابی ارمنی               | ۱۰۳٬۰۴۸                         | 6,58 %                          | 7                               | 0                               | 7                               | 2                               | 7,24 %                          |
|                         |                                      |                                      |                                 |                                 |                                 |                                 |                                 |                                 |                                 |
|                         | 5.                                   | حزب کشور قانونمند                    | ۵۸٬۲۶۵                          | 3,72 %                          | 0                               | -                               | 0                               | 6                               | 0 %                             |
|                         | 6.                                   | Օհանյան-Րաֆֆի-Օսկանյան դաշինք        | ۳۲٬۵۰۸                          | 2,07 %                          | 0                               | -                               | 0                               | 4                               | 0 %                             |
|                         | 7.                                   | «ՀԱԿ-ՀԺԿ» դաշինք                     | ۲۵٬۹۵۰                          | 1,65 %                          | 0                               | -                               | 0                               | 7                               | 0 %                             |
|                         | 8.                                   | «Ազատ դեմոկրատներ» կուսակցություն    | ۱۴٬۷۳۹                          | 0,94 %                          | 0                               | -                               | 0                               | 2                               | 0 %                             |
|                         | 9.                                   | حزب کمونیست ارمنستان                 | ۱۱٬۷۴۱                          | 0,75 %                          | 0                               | -                               | 0                               | بی‌تغییر                         | 0 %                             |
|                         | Անվավեր                              | Անվավեր                              | ۶٬۶۷۵                           | 0,42 %                          |                                 |                                 |                                 |                                 |                                 |
|                         | Գրանցված ընտրողներ / մասնակցությունը | Գրանցված ընտրողներ / մասնակցությունը | ۲٬۵۸۸٬۴۶۸ / ۱٬۵۷۴٬۲۶۸           | ۲٬۵۸۸٬۴۶۸ / ۱٬۵۷۴٬۲۶۸           | 60,93 %                         | 60,93 %                         | 60,93 %                         | 60,93 %                         | 60,93 %                         |
| Ընդհանուր               | Ընդհանուր                            | Ընդհանուր                            | ۱۵۷۵۷۸۶                         | ۱۵۷۵۷۸۶                         | 100%                            | 100%                            | 100%                            | 100%                            | 100%                            |
|                         | Աղբյուրը՝ ԿԸՀ կայք                   | Աղբյուրը՝ ԿԸՀ կայք                   | Մշակված տեղամասերի քանակը՝ 2009 | Մշակված տեղամասերի քանակը՝ 2009 | Մշակված տեղամասերի քանակը՝ 2009 | Մշակված տեղամասերի քանակը՝ 2009 | Մշակված տեղամասերի քանակը՝ 2009 | Մշակված տեղամասերի քանակը՝ 2009 | Մշակված տեղամասերի քանակը՝ 2009 |

1 Ազգային փոքրամասնությունների ներկայացուցիչներն ըստ խմբակցության

* եզդի, ասորի, քուրդ

** ռուս

## نتایج
| حزب                                        | آرا       | ٪     | کرسی | +/– |
| ------------------------------------------ | --------- | ----- | ---- | --- |
| حزب جمهوری‌خواه ارمنستان                    | ۷۷۱٬۲۴۷   | ۴۹٫۱۷ | ۵۵   |     |
| ائتلاف تساروکیان                           | ۴۲۸٬۹۶۵   | ۲۷٫۳۵ | ۳۰   |     |
| ائتلاف «راه برون‌رفت»                       | ۱۲۲٬۰۴۹   | ۷٫۷۸  | ۹    |     |
| فدراسیون انقلابی ارمنی                     | ۱۰۳٬۱۷۳   | ۶٫۵۸  | ۷    |     |
| حزب مقاومت ارمنستان                        | ۵۸٬۲۷۷    | ۳٫۷۲  | ۰    |     |
| ائتلاف اوهانیان-رافی-اوسکانیان             | ۳۲٬۵۰۴    | ۲٫۰۷  | ۰    |     |
| ائتلاف کنگره ملی ارمنی و حزب مردم ارمنستان | ۲۵٬۹۷۵    | ۱٫۶۶  | ۰    |     |
| دموکرات‌های آزاد                            | ۱۴٬۷۴۶    | ۰٫۹۴  | ۰    |     |
| حزب کمونیست ارمنستان                       | ۱۱٬۷۴۵    | ۰٫۷۵  | ۰    |     |
| آرای سفید/باطله                            | ۶٬۷۰۱     | –     | –    | –   |
| مجموع                                      | ۱٬۵۷۵٬۳۸۲ | ۱۰۰   |      |     |
| رأی‌دهندگان نام‌نویسی‌شده/مشارکت              | ۲٬۵۸۸٬۵۹۰ | ۶۰٫۸۶ | –    | –   |
| منبع: CEC tert.am panarmenian.net          |           |       |      |     |

## شیوه اجرا
سازمان امنیت و همکاری اروپا از این انتخابات انتقاد کرد. این سازمان می‌گوید که انتخابات ارمنستان با خرید رأی، فشار بر مستخدمین دولت و کارمندان شرکت‌های خصوصی همراه بوده‌است. سازمان شفافیت بین‌الملل نیز همراه با چند سازمان دیگر از توزیع رشوه خبر دادند.